# 趙守愚 (參議員)
趙守愚（？—？）字智若，甘肃省徽县人，中华民国政治人物。

## 生平
赵守愚祖籍四川，后落居徽县。
民国元年（1912年），徽县议事会成立，首届议长为赵守愚。1913年3月，甘肃省议会在兰州成立，赵守愚为副议长。同年11月，因袁世凯下令解散国民党，并取消国民党籍议会议员资格，徽县议会随之取消。
1918年，赵守愚当选中华民国第二届国会参议员。1920年，中华民国第二届国会解散。1922年至1924年，在中华民国第一届国会第三期常会中，赵守愚任国会参议员。
民國22年任漳縣縣長。